# Daniel O'Shea
Daniel O'Shea (conocido como Danny O'Shea; Pontiac, 13 de febrero de 1991) es un deportista estadounidense que compite en patinaje artístico, en la modalidad de parejas. Ganó tres medallas en el Campeonato de los Cuatro Continentes de Patinaje Artístico sobre Hielo entre los años 2014 y 2024.

## Palmarés internacional
| Campeonato de los Cuatro Continentes | Campeonato de los Cuatro Continentes | Campeonato de los Cuatro Continentes | Campeonato de los Cuatro Continentes |
| Año                                  | Lugar                                | Medalla                              | Categoría                            |
| ------------------------------------ | ------------------------------------ | ------------------------------------ | ------------------------------------ |
| 2014                                 | Taipéi (Taiwán)                      | Medalla de plata                     | Parejas                              |
| 2018                                 | Taipéi (Taiwán)                      | Medalla de oro                       | Parejas                              |
| 2024                                 | Shanghái (China)                     | Medalla de bronce                    | Parejas                              |